# Józef Kliś (1935–1999)
Józef Kliś (ur. 4 stycznia 1935 w Bielsku, zm. 25 maja 1999 w Bielsku-Białej) – polski dziennikarz, korespondent Polskiej Agencji Prasowej (PAP).
Karierę dziennikarską zaczynał w 1952 w redakcji Dziennika Zachodniego. Następnie publikował także na łamach Wiraży, Żołnierza Polski Ludowej, Trybuny Robotniczej, Sportu oraz Przeglądu Sportowego. Od 1971 był korespondentem PAP. W 1958 został laureatem nagrody głównej Stowarzyszenia Dziennikarzy Polskich.